# Val Cavallina
Le val Cavallina (Al Caalìna en bergamasque) est la vallée de la rivière Cherio, dans la province de Bergame, dans les Alpes bergamasques.
Il serpente de part et d'autre de la rivière sur environ 30 kilomètres, de Trescore Balneario à Endine Gaiano dans la direction sud-ouest.

## Géographie
Le val Cavallina peut être divisé en deux zones selon sa topographie. La première, la plus septentrionale, est fortement caractérisée par la présence du lac d'Endine. La vallée, dans cette zone, est assez étroite avec le lac situé entre les montagnes environnantes (Torrezzo et les collines de San Fermo) avec une nature préservée. Les établissements humains sont également limités aux municipalités d'Endine Gaiano, Spinone al Lago, Ranzanico, Bianzano et Monasterolo del Castello. La seconde partie, plus au sud, est caractérisée par le cours de la rivière Cherio, au caractère souvent torrentiel. Cette rivière jaillit directement du lac d'Endine entre Monasterolo del Castello, Spinone al Lago et Casazza et arrose successivement toutes les autres municipalités de la vallée : Vigano San Martino, Borgo di Terzo, Luzzana, Entratico, Trescore Balneario et Zandobbio. Après cela, la vallée s'ouvre vers la plaine.

## Divisions administratives
Son territoire comprend 16 municipalités, qui font partie du territoire plus large de la communauté de montagne des lacs Bergamaschi :
- Berzo San Fermo ;
- Bianzano ;
- Borgo di Terzo ;
- Casazza ;
- Cenate Sopra ;
- Endine Gaiano ;
- Entratico ;
- Gaverina Terme ;
- Grone ;
- Luzzana ;
- Monasterolo del Castello ;
- Ranzanico ;
- Spinone al Lago ;
- Trescore Balneario ;
- Vigano San Martino ;
- Zandobbio.